# David Regis
David Regis (La Trinité, 2 dicembre 1968) è un ex calciatore francese naturalizzato statunitense, di ruolo difensore.

## Carriera

### Club
Nato in Martinica, possedimento francese, ha militato in numerose squadre transalpine: il Valenciennes, il Lens, lo Strasburgo, il Metz ed il Troyes; ha giocato anche per i tedeschi del Karlsruhe SC e per i belgi del Bleid (dove ha chiuso la carriera a 40 anni).

### Nazionale
Grazie alla cittadinanza statunitense della moglie, nel 1998 è stato naturalizzato ed ha giocato nella Nazionale USA per 27 volte.
Ha fatto parte della spedizione statunitense ai Mondiali francesi del 1998 ed a quelli Nippo-coreani del 2002.